# Abkuh
Ābkūh (persiska: آبکوه) är en ort i Iran. Den ligger i provinsen Khorasan, i den nordöstra delen av landet, 700 km öster om huvudstaden Teheran. Ābkūh ligger 1 769 meter över havet och antalet invånare är 181.